# Zillertaler Alpen

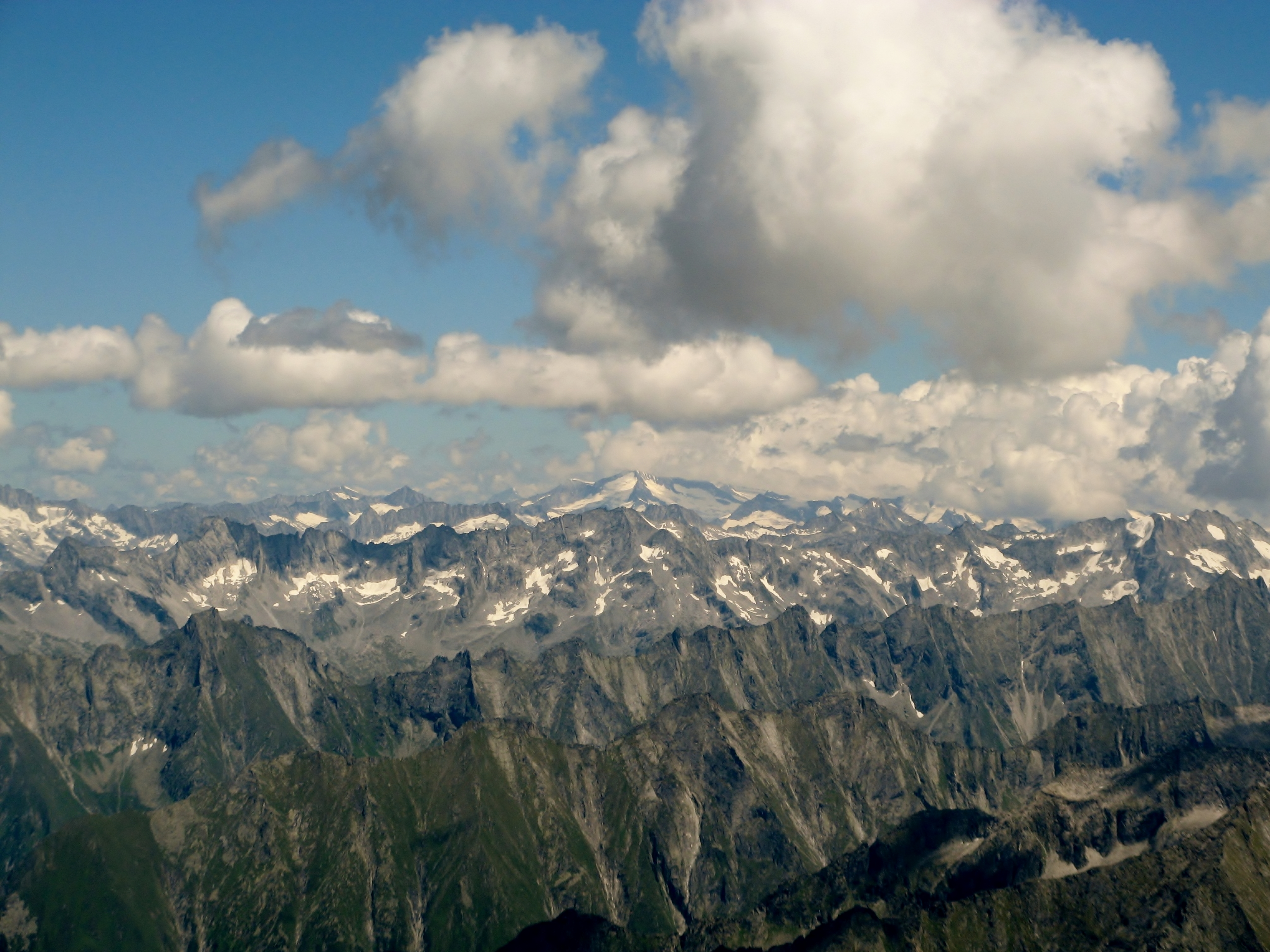
Zillertal Alpen gezien vanaf de Hintertuxer Gletscher

De Zillertaler Alpen zijn een sterk vergletsjerde bergketen behorend tot de Centrale Alpen in Tirol. De bergketen wordt in het westen begrensd door de Brennerpas, in het noordwesten door de Tuxer Alpen, in het oosten door de Hoge Tauern, in het zuiden door het Ahrntal en wordt in het noorden door het Gerlostal, de Gerlospas en het Salzachtal gescheiden van de Kitzbüheler Alpen. Er zijn geen berijdbare bergpassen die over de Zillertaler Alpen voeren. Ook in de aansluitende Hohe Tauern is er slechts één pas.
De Zillertaler Alpen bestaan grotendeels uit granietgneis. De Zillertaler Alpen zijn als natuurpark onder bescherming gesteld. De hoogste bergtop is de Hochfeiler (3510 meter) op de Oostenrijks-Italiaanse grens. Beklimming vanaf de zuidzijde van deze top voert niet over gletsjers en is 's zomers meestal sneeuwvrij.

## Bergtoppen
De belangrijkste bergtoppen in de Zillertaler Alpen:
1. Hochfeiler (Italiaans: Gran Pilastro), 3510 m
2. Großer Möseler, 3478 m
3. Hoher Riffler, 3231 m
4. Wollbachspitze (Italiaans: Palla di Valle), 3210 m
5. Olperer, 3476 m
6. Turnerkamp, 3422 m
7. Fußstein, 3380 m
8. Großer Löffler, 3376 m
9. Schwarzenstein, 3368 m
10. Reichenspitze, 3303 m
11. Hohe Wandspitze (Italiaans: Croda Alta), 3287 m
12. Großer Mörchner, 3283 m
13. Riffler Spitze, 3228 m
14. Roßwand, 3158 m
15. Zsigmondyspitze, 3085 m
16. Schönbichlerhorn, 3135 m
17. Kraxentrager, 2998 m
18. Ahornspitze, 2971 m
19. Brandberg, 2700 m

## Bergpassen
De belangrijkste bergpassen in de Zillertaler Alpen zijn:
1. Mitterbachjoch (3130 m), Zemmtal naar Sand in Taufers
2. Trippachsattel (3054 m), Floitental naar Sand in Taufers
3. Alpeinerscharte (2960 m), Zemmtal naar het Wipptal
4. Keilbachjoch (2868 m), Mayrhofen naar het Ahrntal
5. Heiliger Geißjöchl (2657 m), Mayrhofen naar Ahrntal
6. Krimmlertauern (2634 m), Krimml naar Ahrntal
7. Horndljöchl (2555 m), Mayrhofen naar Ahrntal
8. Lappacherjoch (2366 m), Lappach naar Ahrntal
9. Tuxerjoch (2346 m), Tuxertal naar Schmirntal
10. Pfitserjoch (2251 m), Breitlahner naar Sterzing